# Rotonda West
Pour les articles homonymes, voir Rotonda.
Rotonda West est une census-designated place située dans le comté de Charlotte, dans l’État de Floride, aux États-Unis.

## Démographie
| 2000  | 2010  | - | - | - | - |
| ----- | ----- | - | - | - | - |
| 6 650 | 8 759 | - | - | - | - |

## Source
- (en) Cet article est partiellement ou en totalité issu de l’article de Wikipédia en anglais intitulé « Rotonda West, Florida » (voir la liste des auteurs).